# يوهان إرنيست باخ (عازف الأرغن)
يوهان إرنيست باخ (بالألمانية: Johann Ernst Bach)‏ (و. 1722 – 1777 م) هو عازف أرغن، وملحن، وقائد اوركسترا موسيقية ‏ ألماني، ولد في أيسناخ، يستخدم آلات أورغن، توفي في أيسناخ، عن عمر يناهز 55 عاماً.

## روابط خارجية
- يوهان إرنيست باخ على موقع ميوزك برينز (الإنجليزية)
- يوهان إرنيست باخ على موقع ديسكوغز (الإنجليزية)